# Біла Єлань
Біла Єла́нь (рос. Белая Елань) — присілок у складі Талицького міського округу Свердловської області.
Населення — 683 особи (2010, 660 у 2002).
Національний склад станом на 2002 рік: росіяни — 95 %.